# Liste des distinctions de Dr House
La liste des récompenses et nominations de Dr House récapitule toutes les distinctions reçues par la série américaine Dr House.
Dr House est une série médicale américaine diffusée sur FOX depuis le 16 novembre 2004. Elle a été nommée à un grand nombre de récompenses (plus de 105 en janvier 2010 pour 34 victoires). Cela inclut : 20 Emmy Awards (4 victoires), 9 Teen Choice Awards (1 victoire), 8 Golden Globes (2 victoires), 7 Satellite Awards (5 victoires), 6 Screen Actors Guild Awards (2 victoires), 4 Humanitas Prizes (1 victoire), 4 People's Choice Awards (3 victoires), un AFI Award, BAFTA TV Award et un Peabody Award.
Hugh Laurie, interprète du rôle-titre, est l'acteur de la série le plus nommé, avec 26 nominations. Omar Epps est le second, avec 6 nominations. En plus du casting, les scénaristes et producteurs de la série ont également été nommés à divers prix. David Shore, créateur, scénariste, producteur et réalisateur, a été nommé 10 fois pour son travail sur la série.

## Emmy Awards

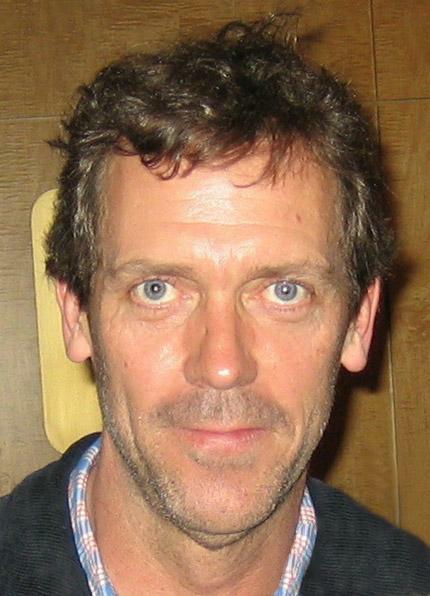
Hugh Laurie a reçu 4 nominations aux Emmys en 2005, 2007, 2008 et 2009.

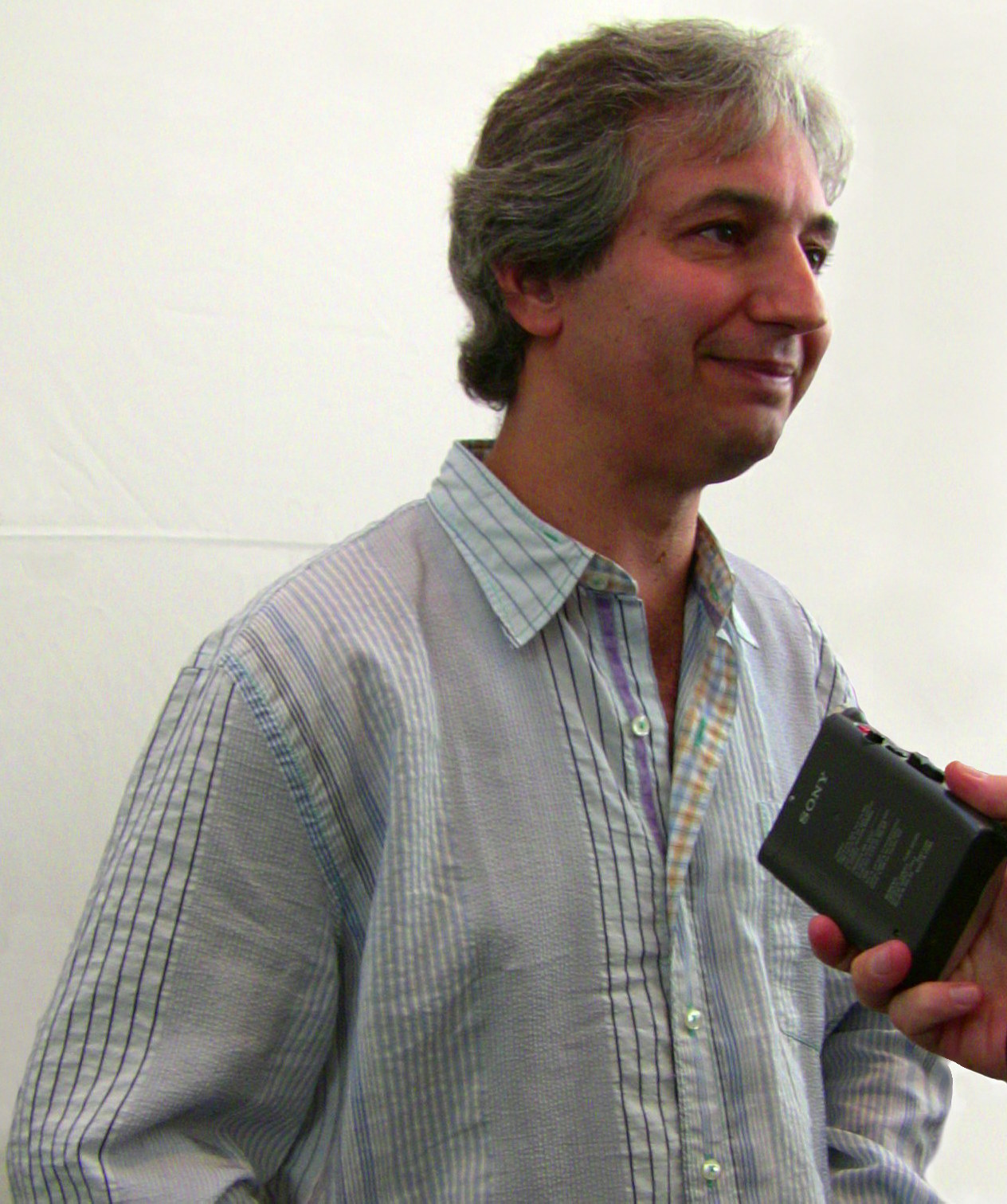
David Shore a remporté 1 Emmy 2005.

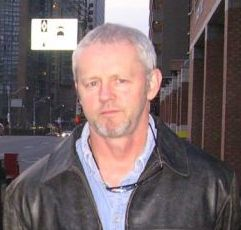
David Morse a reçu 1 nomination aux Emmys en 2007.

Les Emmy Awards sont décernés chaque année depuis 1949 par l'Academy of Television Arts & Sciences pour honorer l'excellence à la télévision. Ils sont considérés comme les équivalents des Oscars pour la télévision. House a été nommé aux Primetime Emmy Awards, qui sont décernés aux acteurs et scénaristes des programmes diffusés en première partie de soirée (prime-time), comme les Creative Arts Emmys sont décernés aux techniciens de la télévision américaine dans son ensemble.
Après sa première saison diffusée entre 2004 et 2005, House a reçu 5 nominations aux Emmys dont 3 Creative Arts Emmys. La série n'a pas remporté l'Emmy de la meilleure série dramatique mais a remporté l'Emmy du meilleur scénario pour une série dramatique. L'année suivante, la série est nommée à 4 Emmys, dont celui de la meilleure série dramatique, mais ne le remporte encore pas (il sera décerné à la série 24 heures chrono (24). En 2007, la série reçoit à nouveau 4 nominations, et remporte le Creative Arts Emmy du meilleur maquillage. L'année suivante, lors de la 60e cérémonie des Primetime Emmy Awards, la série reçoit encore 4 nominations. À côté de la nomination pour la meilleure série dramatique pour l'épisode Celle qui venait du froid (Frozen, 4x11) - Katie Jacobs et David Shore voulaient initialement soumettre l'épisode Dans la tête de House… (House's Head, 4x15). La série ne remporte cette année qu'un Emmy, celui du meilleur réalisateur dans une série dramatique, pour l'épisode Dans la tête de House…. Hugh Laurie, interprète du rôle-titre a été nommé à l'Emmy du meilleur acteur dans une série dramatique à quatre reprises : en 2005, 2007, 2008 et 2009, mais n'a jamais remporté la statuette.

### Primetime Emmy Awards
| Année | Catégorie                                        | Nommé(s)      | Épisode(s)                       | Résultat   |
| ----- | ------------------------------------------------ | ------------- | -------------------------------- | ---------- |
| 2005  | Meilleur scénario pour une série dramatique      | David Shore   | Cours magistral (1x21)           | Lauréat    |
| 2005  | Meilleur acteur dans une série dramatique        | Hugh Laurie   |                                  | Nomination |
| 2006  | Meilleure série dramatique                       | ,             |                                  | Nomination |
| 2007  | Meilleur acteur dans une série dramatique        | Hugh Laurie   | Demi-prodige (3x15)              | Nomination |
| 2007  | Meilleur acteur invité dans une série dramatique | David Morse   | Rendez-vous avec Judas (3x09)    | Nomination |
| 2007  | Meilleure série dramatique                       | ,             | Demi-prodige (3x15)              | Nomination |
| 2008  | Meilleur acteur dans une série dramatique        | Hugh Laurie   | Dans la tête de House… (4x15)    | Nomination |
| 2008  | Meilleur réalisateur pour une série dramatique   | Greg Yaitanes | Dans la tête de House… (4x15)    | Lauréat    |
| 2008  | Meilleure série dramatique                       | ,             | Celle qui venait du froid (4x11) | Nomination |
| 2009  | Meilleur acteur dans une série dramatique        | Hugh Laurie   |                                  | Nomination |
| 2009  | Meilleure série dramatique                       | ,             |                                  | Nomination |

### Creative Arts Emmys
| Year | Category                                                                                           | Nominee(s)                                          | Épisode(s)                                                              | Result     |
| ---- | -------------------------------------------------------------------------------------------------- | --------------------------------------------------- | ----------------------------------------------------------------------- | ---------- |
| 2005 | Meilleure composition musicale pour une série dramatique                                           | Christopher Hoag                                    | Les Symptômes de Rebecca Adler (1x01)                                   | Nomination |
| 2005 | Meilleur design du générique                                                                       | Matt Mulder, Jake Sargeant, Dan Brown & Dave Molloy |                                                                         | Nomination |
| 2005 | Meilleur casting pour une série dramatique                                                         | Amy Lippens                                         |                                                                         | Nomination |
| 2006 | Meilleur mixage du son pour une série à caméra unique                                              | Gerry Lentz, Rich Weingart & Russell C. Fager       | De l'autre côté (2x20)                                                  | Nomination |
| 2006 | Meilleur casting pour une série dramatique                                                         | Amy Lippens & Stephanie Laffin                      |                                                                         | Nomination |
| 2006 | Meilleure direction artistique pour une série à caméra unique                                      | Derek R. Hill & Danielle Berman                     | Leçon d'espoir (2x02), Casse-tête (2x12) et Confusion des genres (2x13) | Nomination |
| 2007 | Meilleur maquillage prothésique pour une série, une minisérie, un téléfilm ou un programme spécial | Dalia Dokter, Jamie Kelman & Ed French              | Que sera sera (3x06)                                                    | Lauréat    |
| 2008 | Meilleure composition musicale pour une série dramatique                                           | Jon Ehrlich & Jason Derlatka                        | Les Revenants (4x04)                                                    | Nomination |
| 2009 | Meilleur mixage du son pour une série d'une heure                                                  | Von Varga, Richard Weingart, Gerry Lentz            | Ce qui est réel ou non (5x22)                                           | Lauréat    |

## Golden Globes
Les Golden Globes sont décernés chaque année par l'Hollywood Foreign Press Association pour honorer l'excellence au cinéma et à la télévision. Dr House a été nommé huit fois au total, et a remporté deux Golden Globes du meilleur acteur dans une série dramatique pour Hugh Laurie en 2006 et 2007. En 2008, 2009 et 2010, la série a été nommée au Golden Globe de la meilleure série dramatique, mais à chaque fois, Mad Men a remporté la statuette,.
| Année | Catégorie                                 | Nommé(s)    | Résultat   |
| ----- | ----------------------------------------- | ----------- | ---------- |
| 2006  | Meilleur acteur dans une série dramatique | Hugh Laurie | Lauréat    |
| 2007  | Meilleur acteur dans une série dramatique | Hugh Laurie | Lauréat    |
| 2008  | Meilleur acteur dans une série dramatique | Hugh Laurie | Nomination |
| 2008  | Meilleure série dramatique                | —           | Nomination |
| 2009  | Meilleur acteur dans une série dramatique | Hugh Laurie | Nomination |
| 2009  | Meilleure série dramatique                | —           | Nomination |
| 2010  | Meilleur acteur dans une série dramatique | Hugh Laurie | Nomination |
| 2010  | Meilleure série dramatique                | —           | Nomination |

## NAACP Image Awards

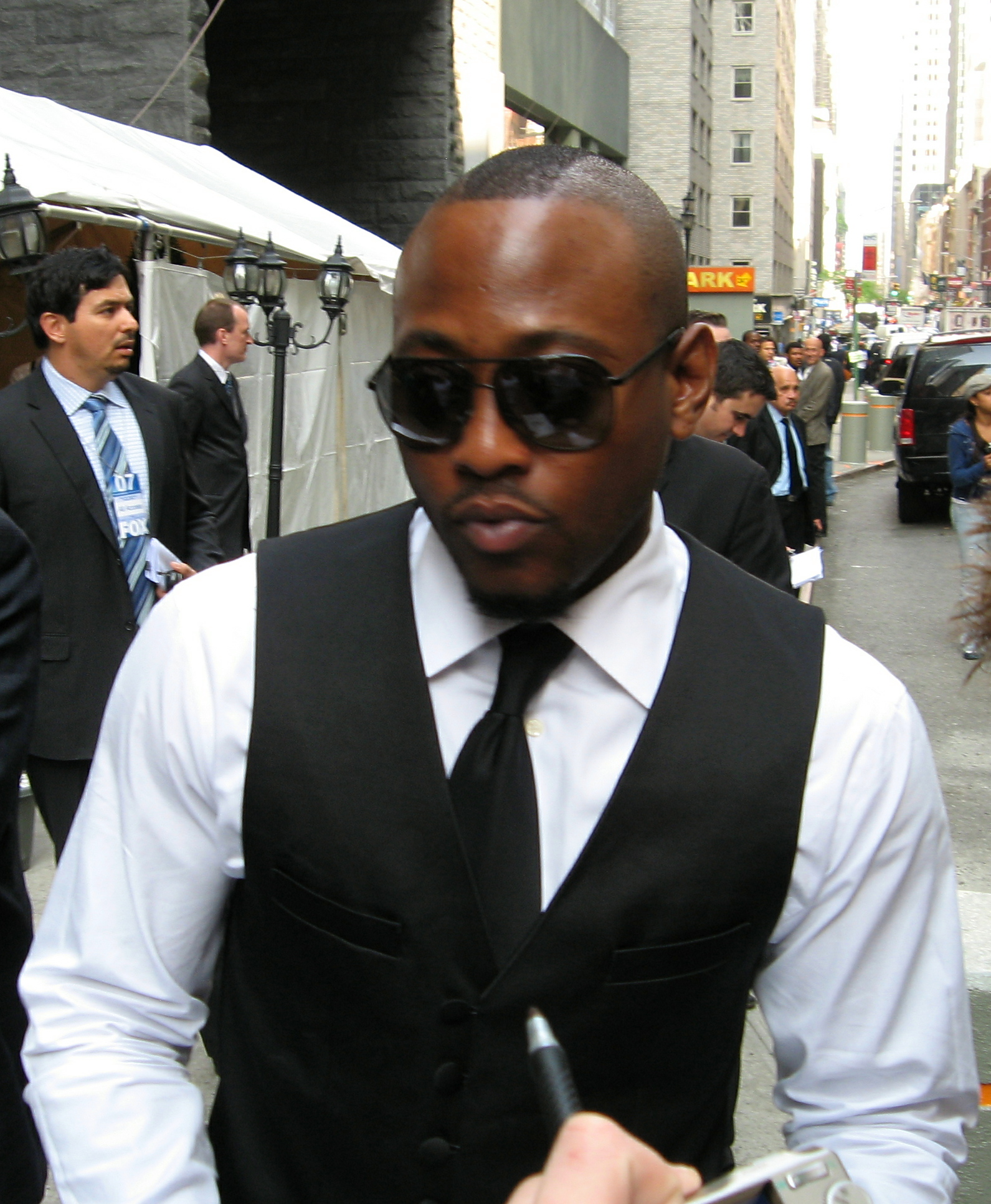
Omar Epps a remporté 2 Image Awards pour 5 nominations.

Les NAACP Image Awards sont organisés chaque année par National Association for the Advancement of Colored People pour récompenser les gens de couleur au cinéma, à la télévision, dans la musique et dans la littérature. La série a reçu 9 nominations au total : 5 pour Omar Epps dans la catégorie meilleur acteur dans une série dramatique,,,,, 3 pour la meilleure série dramatique,, et 1 pour le meilleur scénario pour l'épisode La Vie privée de n° 13 (Lucky Thirteen).
| Année | Catégorie                                                     | Nommé(s)                                                        | Résultat   |
| ----- | ------------------------------------------------------------- | --------------------------------------------------------------- | ---------- |
| 2005  | Meilleur acteur dans un second rôle dans une série dramatique | Omar Epps                                                       | Nomination |
| 2006  | Meilleur acteur dans une série dramatique                     | Omar Epps                                                       | Nomination |
| 2006  | Meilleure série dramatique                                    | —                                                               | Nomination |
| 2007  | Meilleur acteur dans un second rôle dans une série dramatique | Omar Epps                                                       | Lauréat    |
| 2008  | Meilleure série dramatique                                    | —                                                               | Nomination |
| 2008  | Meilleur acteur dans un second rôle dans une série dramatique | Omar Epps                                                       | Lauréat    |
| 2009  | Meilleur acteur dans une série dramatique                     | Omar Epps                                                       | Nomination |
| 2009  | Meilleure série dramatique                                    | —                                                               | Nomination |
| 2009  | Meilleur scénario pour une série dramatique                   | Liz Friedman et Sara Hess pour l'épisode La Vie privée de n° 13 | Nomination |

## Satellite Awards

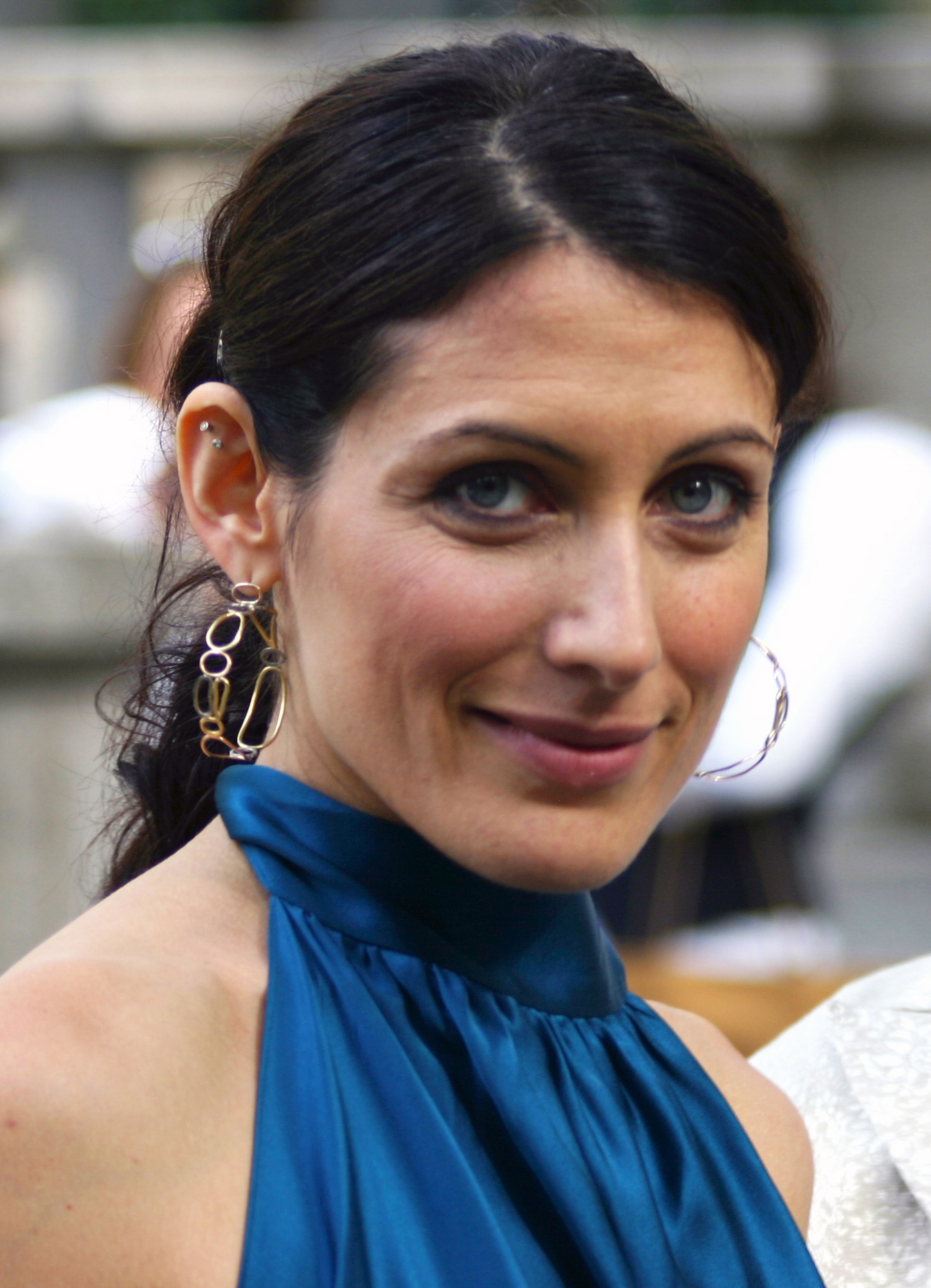
Lisa Edelstein a remporté 1 Satellite Award en 2005.

Les Satellite Awards sont organisés chaque année par l'International Press Academy pour le cinéma et la télévision. Dr House a remporté 5 Golden Satellite Awards, dont celui de la meilleure série dramatique en 2005 et 2006,.
| Année | Catégorie                                             | Nommé(s)       | Résultat   |
| ----- | ----------------------------------------------------- | -------------- | ---------- |
| 2005  | Meilleure série dramatique                            | —              | Lauréat    |
| 2005  | Meilleure sortie en DVD Release d'une série télévisée | Saison 1       | Nomination |
| 2005  | Meilleur acteur dans une série dramatique             | Hugh Laurie    | Lauréat    |
| 2005  | Meilleure actrice dans un second rôle                 | Lisa Edelstein | Lauréat    |
| 2006  | Meilleur acteur dans une série dramatique             | Hugh Laurie    | Lauréat    |
| 2006  | Meilleure série dramatique                            | —              | Lauréat    |
| 2007  | Meilleur acteur dans une série dramatique             | Hugh Laurie    | Nomination |

## Screen Actors Guild Awards

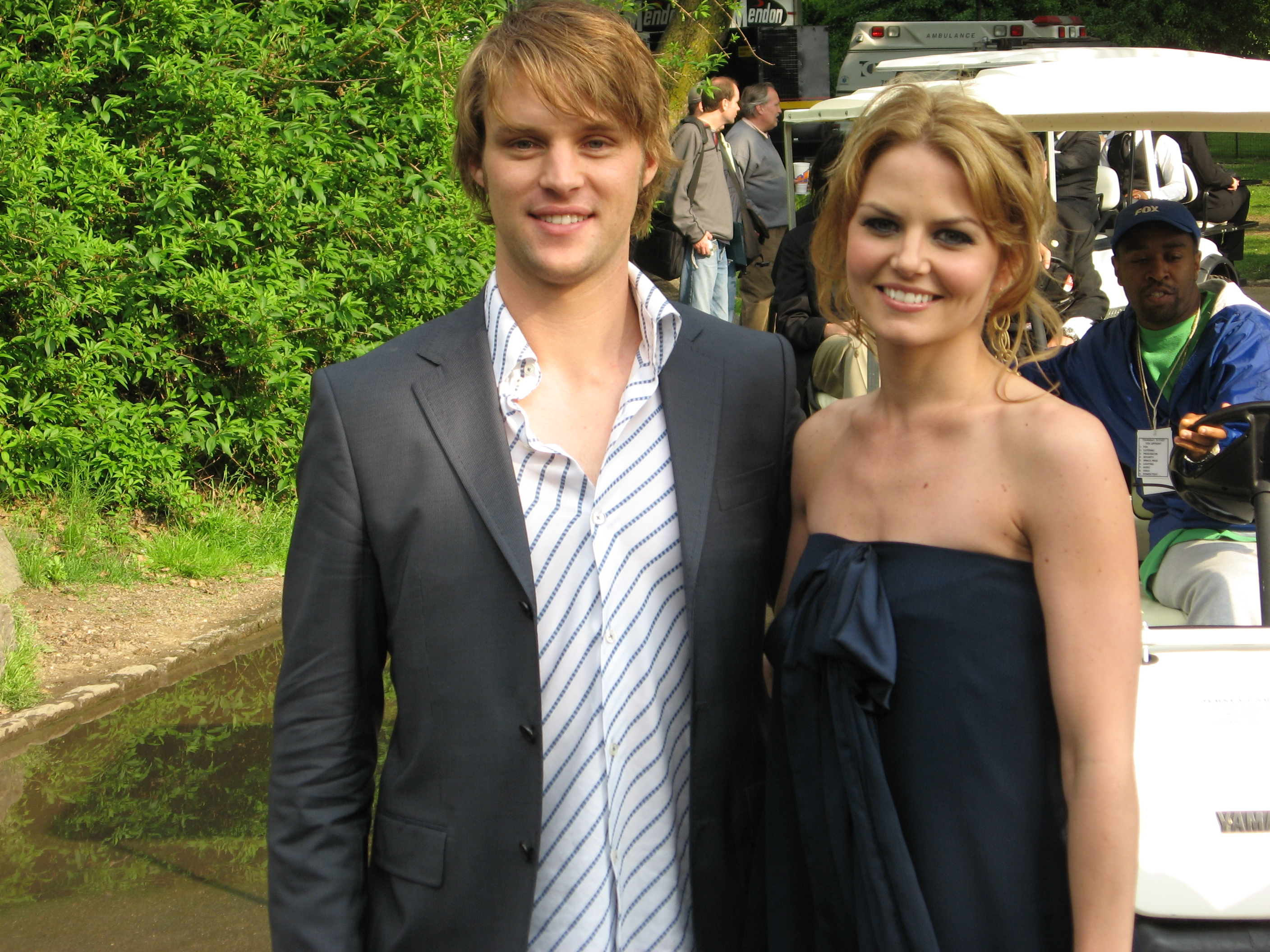
Jennifer Morrison et Jesse Spencer, co-nommés aux Screen Actors Guild Award en 2009.

Les Screen Actors Guild Awards sont organisés chaque année par la Screen Actors Guild pour honorer les acteurs et actrices du cinéma et de la télévision. Dr House a été nommée 6 fois : 5 pour Hugh Laurie, dont 2 remportés en 2007 et 2009,,, et 1 pour la meilleure distribution en 2009, remporté par la série Mad Men.
| Année | Catégorie                                        | Nommé(s)    | Résultat   |
| ----- | ------------------------------------------------ | ----------- | ---------- |
| 2006  | Meilleur acteur dans une série dramatique        | Hugh Laurie | Nomination |
| 2007  | Meilleur acteur dans une série dramatique        | Hugh Laurie | Lauréat    |
| 2008  | Meilleur acteur dans une série dramatique        | Hugh Laurie | Nomination |
| 2009  | Meilleur acteur dans une série dramatique        | Hugh Laurie | Lauréat    |
| 2009  | Meilleure distribution pour une série dramatique | ,           | Nomination |
| 2010  | Meilleur acteur dans une série dramatique        | Hugh Laurie | Nomination |

## Teen Choice Awards

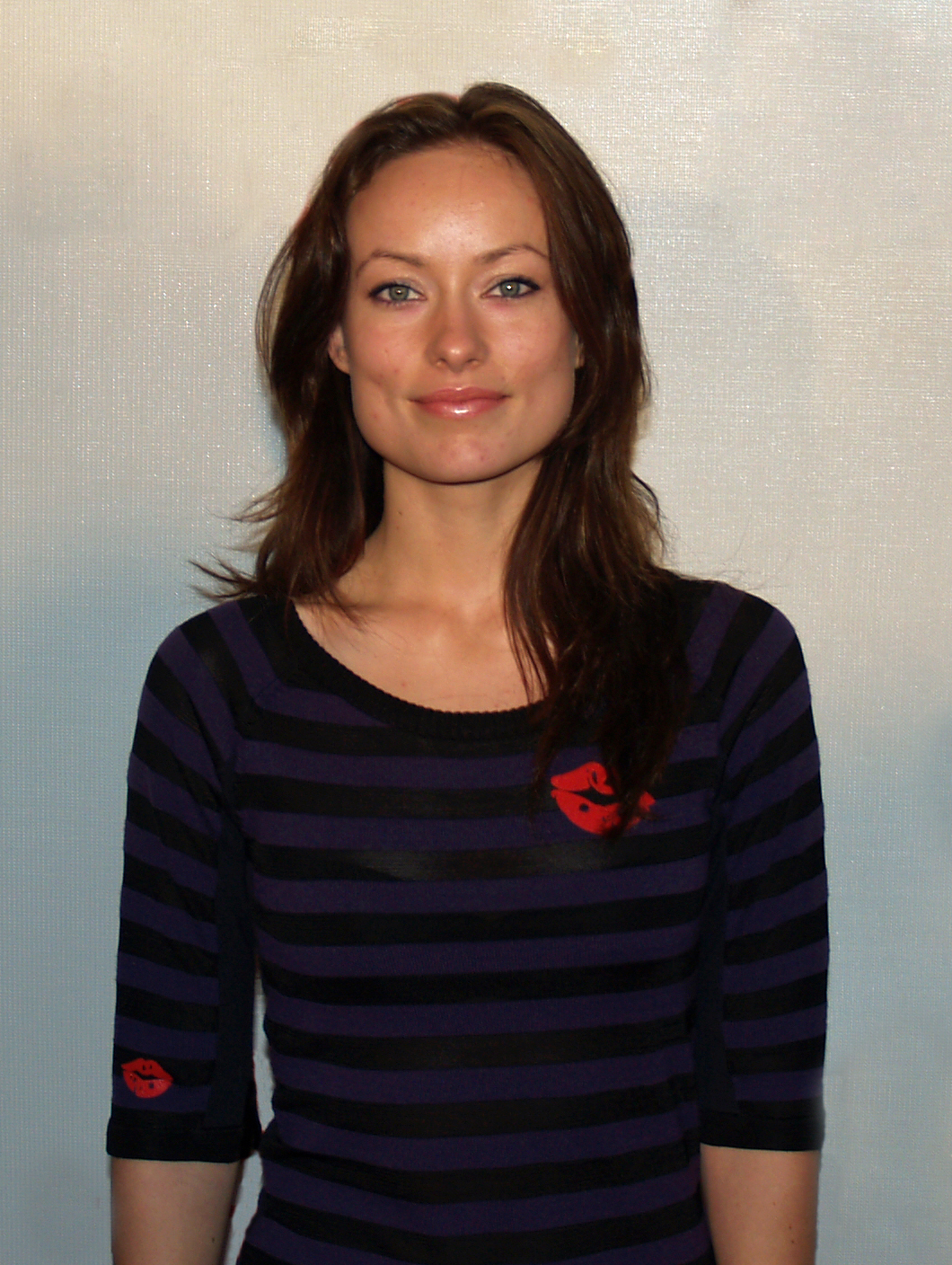
Olivia Wilde a reçu 1 nomination en 2008.

Les Teen Choice Awards sont des récompenses décernées par des adolescents sur Internet chaque année depuis 1999 pour le cinéma, la télévision, la musique, les sports et la mode. Dr House a reçu 5 nominations aux Teen Choice Award : Hugh Laurie a remporté celui de l'acteur préféré en 2007.
| Année | Catégorie                                      | Nommé(s)      | Résultat   |
| ----- | ---------------------------------------------- | ------------- | ---------- |
| 2005  | Série dramatique préférée                      | —             | Nomination |
| 2005  | Nouvelle série préférée                        | —             | Nomination |
| 2005  | Nouvel acteur préféré                          | Jesse Spencer | Nomination |
| 2006  | Série dramatique/d'action/d'aventures préférée | —             | Nomination |
| 2006  | Acteur préféré                                 | Hugh Laurie   | Nomination |
| 2007  | Acteur préféré dans une série dramatique       | Hugh Laurie   | Lauréat    |
| 2007  | Série dramatique préférée                      | —             | Nomination |
| 2008  | Nouvelle actrice préférée                      | Olivia Wilde  | Nomination |
| 2008  | Série dramatique préférée                      | —             | Nomination |

## TCA Awards
Les TCA Awards sont décernés chaque année par la Television Critics Association. La série a reçu 6 nominations et en a remporté 2 pour Hugh Laurie dans la catégorie meilleure performance dans un drame.
| Année | Catégorie                                        | Nommé(s)    | Résultat   |
| ----- | ------------------------------------------------ | ----------- | ---------- |
| 2005  | Meilleur nouveau programme                       | —           | Nomination |
| 2005  | Meilleure performance individuelle dans un drame | Hugh Laurie | Lauréat    |
| 2005  | Meilleur drame                                   | —           | Nomination |
| 2006  | Meilleure performance individuelle dans un drame | Hugh Laurie | Lauréat    |
| 2006  | Meilleur drame                                   | —           | Nomination |
| 2007  | Meilleure performance individuelle dans un drame | Hugh Laurie | Nomination |
| 2009  | Meilleure performance individuelle dans un drame | Hugh Laurie | Nomination |

## Autres récompenses américaines
Dr House a été nommé pour de nombreux prix décernés par des guildes ou des sociétés américaines.
| Année | Prix                            | Catégorie                                                                               | Nommé(s) | Résultat   |
| ----- | ------------------------------- | --------------------------------------------------------------------------------------- | --- | ---------- |
| 2005  | AFI Awards                      | Meilleur programme télévisé                                                             | — | Lauréat    |
| 2005  | Artios Awards                   | Best Dramatic Pilot Casting                                                             | Amy Lippens, Coreen Mayrs et Heike Brandstatter                                                                 | Nomination |
| 2005  | Artios Awards                   | Best Dramatic Pilot Casting                                                             | Amy Lippens, Coreen Mayrs et Heike Brandstatter                                                                 | Nomination |
| 2005  | BMI Film & TV Awards            | BMI Television Music Award                                                              | Robert Del Naja, Grant Marshall et Andrew "Mushroom" Vowles                                                     | Lauréat    |
| 2005  | BMI Film & TV Awards            | BMI Television Music Award                                                              | Robert Del Naja, Grant Marshall et Andrew "Mushroom" Vowles                                                     | Lauréat    |
| 2005  | Humanitas Prize                 | 60 Minute Category                                                                      | David Shore pour l'épisode Les Symptômes de Rebecca Adler                                                       | Nomination |
| 2005  | Humanitas Prize                 | 60 Minute Category                                                                      | Sara B. Cooper pour l'épisode L'erreur est humaine                                                              | Nomination |
| 2005  | Golden Reel Awards              | Meilleur montage sonore dans un programme court de télévision - Effets sonores et Foley | Barbara Issak, Craig T. Rosevear et Brad North pour l'épisode Test de paternité                                 | Nomination |
| 2006  | Artios Awards                   | Meilleur casting dans un épisode dramatique                                             | Amy Lippens | Nomination |
| 2006  | DGA Awards                      | Meilleure réalisation dans une série dramatique pendant la nuit.                        | Paris Barclay pour l'épisode Cours magistral                                                                    | Nomination |
| 2006  | Humanitas Prize                 | 60 Minute Category                                                                      | David Shore pour l'épisode Cours magistral                                                                      | Lauréat    |
| 2006  | Golden Reel Awards              | Meilleur montage sonore dans un programme court de télévision - Dialogues               | Barbara Issak, Brad North et Jackie Oster pour l'épisode Leçon d'espoir                                         | Lauréat    |
| 2006  | Lupus Research Institute Awards | Loop Award                                                                              | David Shore | Lauréat    |
| 2006  | Peabody Awards                  | Réussite en média électronique                                                          | — | Lauréat    |
| 2006  | Prism Awards                    | Performance dans un épisode de série dramatique                                         | Hugh Laurie | Nomination |
| 2006  | Saturn Awards                   | Meilleure sortie en DVD d'une série télévisée                                           | Saison 1 | Nomination |
| 2006  | WGA Awards                      | Meilleur scénario pour une série dramatique                                             | Lawrence Kaplow pour l'épisode Leçon d'espoir                                                                   | Lauréat    |
| 2006  | Young Artist Award              | Meilleure jeune actrice invitée dans une série télévisée                                | Jennifer Stone pour l'épisode Symptômes XXL                                                                     | Nomination |
| 2007  | ASC Awards                      | Meilleure photographie dans un épisode de série télévisée                               | Gale Tattersall (en) pour l'épisode Retour en force                                                             | Nomination |
| 2007  | Prix Edgar-Allan-Poe            | Meilleur scénario pour un épisode de télévision                                         | Thomas L. Moran pour l'épisode Bonheur conjugal                                                                 | Nomination |
| 2007  | Humanitas Prize                 | 60 Minute Category                                                                      | Doris Egan pour l'épisode House contre Dieu                                                                     | Nomination |
| 2007  | People's Choice Awards          | Série dramatique préférée                                                               | — | Nomination |
| 2007  | PGA Awards                      | Producteurs de l'année pour une série dramatique                                        | David Shore et Katie Jacobs                                                                                     | Nomination |
| 2007  | Prism Awards                    | Performance dans un épisode de série dramatique                                         | Hugh Laurie | Nomination |
| 2008  | Artios Awards                   | Meilleur casting dans une série télévisée dramatique                                    | Amy Lippens et Stephanie Laffin                                                                                 | Nomination |
| 2008  | Golden Reel Awards              | Best Sound Editing: Dialogue and ADR for Short Form Television                          | Brad North, Jackie Oster, Tiffany S. Griffith, Alex Parker et Kirk Herzbrun pour l'épisode L'erreur est humaine | Lauréat    |
| 2008  | People's Choice Awards          | Série dramatique préférée                                                               | — | Lauréat    |
| 2008  | PGA Awards                      | Producteurs de l'année pour une série dramatique                                        | David Shore, Katie Jacobs et Daniel Sackheim                                                                    | Nomination |
| 2008  | Young Artist Award              | Meilleure jeune actrice invitée dans une série télévisée                                | Bailee Madison pour l'épisode Poussées d'hormones                                                               | Nomination |
| 2009  | ASC Awards                      | Meilleure photographie dans un épisode de série télévisée                               | Gale Tattersall (en) pour l'épisode Dans la tête de House…                                                      | Nomination |
| 2009  | Cinema Audio Society Awards     | Meilleur mixage de son pour une série télévisée                                         | Von Varga, Gerry Lentz et Rich Weingart pour l'épisode Un diagnostic ou je tire                                 | Nomination |
| 2009  | People's Choice Awards          | Série dramatique préférée                                                               | — | Lauréat    |
| 2009  | People's Choice Awards          | Star masculine de la télévision préférée                                                | Hugh Laurie | Lauréat    |
| 2009  | WGA Awards                      | Meilleur scénario pour une série dramatique                                             | Doris Egan et Leonard Dick pour l'épisode Changement salutaire                                                  | Nomination |
| 2010  | People's Choice Awards          | Série dramatique préférée                                                               | — | Lauréat    |
| 2010  | People's Choice Awards          | Star masculine de la télévision préférée                                                | Hugh Laurie | Lauréat    |
| 2010  | WGA Awards                      | Meilleur scénario pour une série dramatique                                             | Russel Friend, Garrett Lerner, David Foster et David Shore pour l'épisode Toucher le fond et refaire surface    | Lauréat    |

## Autres récompenses internationales
Dr House a été nommé pour des prix décernés par des festivals ou des sociétés se déroulant hors des États-Unis.
| Année | Prix                                  | Catégorie                                           | Nommé(s)    | Résultat   |
| ----- | ------------------------------------- | --------------------------------------------------- | ----------- | ---------- |
| 2007  | BAFTA TV Awards                       | Meilleure série internationale                      | David Shore | Nomination |
| 2007  | TP de Oro Awards                      | Meilleure série étrangère                           | —           | Lauréat    |
| 2008  | TP de Oro Awards                      | Meilleure série étrangère                           | —           | Lauréat    |
| 2009  | TP de Oro Awards                      | Meilleure série étrangère                           | —           | Lauréat    |
| 2009  | Festival de télévision de Monte-Carlo | Meilleure série télévisée dramatique internationale | —           | Lauréat    |